# フーシャング・シャー
フーシャング・シャー（Hoshang Shah, 生年不詳 - 1435年）は、インド、マールワー・スルターン朝の君主（在位：1405年 - 1435年）。即位前の名をアルプ・ハーン（Alp Khan）といった。

## 生涯
1405年、マールワー・スルターン朝を創始した父ディラーワル・ハーンが死亡し、息子のフーシャング・シャーが王位を継承した。
即位後すぐ、1407年にフーシャング・シャーはグジャラート・スルターン朝との戦いに敗北し、捕虜となった。だが、マールワーの支配が困難であったため、フーシャング・シャーは解放された。これを機に、グジャラート・スルターン朝はマールワー・スルターン朝にとって危険な存在となり、以後両国の争いが続いた。
フーシャング・シャーは首都をダールからマーンドゥーに遷都した。マーンドゥーはヴィンディヤー山脈の上、全長40キロメートルの城壁に囲まれた都市であった。
フーシャング・シャーの治世、宗教的寛容策がとられ、この時代に建てられたラリトプル寺院の碑文からはヒンドゥー寺院の建設に制限が掛けられたことはなかったという。また、ラージプートのマールワーへの移住を奨励し、メーワール王国の君主モーカルの2人の兄がマールワーにジャーギールを与えられた。
また、フーシャング・シャーはこの地域の主要な商人かつ銀行業者のジャイナ教徒も保護した。そのうち成功した商人のナルデーヴァ・ソーニは王の財務官、顧問官の一人になった。
1435年、フーシャング・シャーは死亡し、息子のムハンマド・シャーが王位を継承した。だが、翌年に彼は宰相のマフムード・ハーン・ハルジーに暗殺された。